# Tracteur Stadler
Le tracteur Stadler est un futur matériel de travaux du métro de Paris commandé en 2024 et dont la livraison par le constructeur Stadler Rail devrait commencer en 2027.

## Histoire
La Régie autonome des transports parisiens commande en 2024 douze trains de travaux, couramment appelés tracteurs par la société, à la société Stadler Rail, avec une option pour deux unités supplémentaires,
Ces tracteurs viendront compléter le parc actuel, seront utilisables aussi bien sur les lignes fer que sur les lignes pneus, et pourront aussi bien circuler sur batteries que alimentées et rechargées par 3e rail sous 750 V,.
Construits sur-mesure, ils seront mis en service à partir de 2027.

## Fiche technique
La fiche technique de ce matériel n'est, en 2024, pas complètement connue.
- Essieux : 4
- Longueur : 15 m
- Attelage : Automatique
- Couplage : Unité simple ou unité double